# Veselá vdova
Veselá vdova (Die Lustige Witwe) je opereta o třech dějstvích, kterou složil Franz Lehár a stala se jeho nejslavnějším a nejhranějším dílem. Klade velký důraz na lidské vášně a Lehár v ní poprvé naplno rozvinul své schopnosti v jejich hudebním vyjadřování.
Premiéra se konala 30. prosince 1905 ve vídeňském Divadle na Vídeňce (Theater an der Wien). Libreto v německém jazyce napsali Victor Léon a Leo Stein na základě německého překladu činoherní komedie „Atašé z velvyslanectví“ („L'Attaché de l'ambassade“) od Henriho Meilhaca (který se proslavil jako Offenbachův libretista). Leo Stein a Victor León příběh přepracovali a nabídli Richardu Heubergerovi. Nebyli však spokojeni s jeho hudbou, tak ho nabídli Lehárovi. Ani Lehárova hudba je příliš nenadchla a stejně tak ani ředitele Theater an der Wien, Viléma Karczaga. Ten nevěřil, že opereta se dlouho udrží na programu, a proto pro zkoušky povolil jen málo dní. Herci divadla se postavili na Lehárovu stranu a byli ochotni zkoušet i přes noc. Tak se podařilo operetu do premiéry dobře nastudovat. Jako první poznal kvalitu díla Ludwig Karpath.
Premiéra se nejevila jako převratný úspěch. Nálady obecenstva se však brzy změnily a opereta dosáhla téměř 20 000 představení jen během dalších pěti let.
Představení byla zpočátku poznamenána protesty Černohorců proti svému „zesměšňování“ v operetě. Ministát, který se v původním Meilhacově díle nazýval „Marsovie“ (kombinace Mazovie a Varsovie), libretisté totiž v operetě nazvali „Montenegro“, tj. Černá Hora. Vzápětí ho přejmenovali na „Pontevedro“, avšak na souvislost s Černou Horou nadále místy ukazují jména postav i hudba. Přesto si opereta probojovala cestu k srdcím publika. Po dvou měsících měla premiéru v Hamburku a odtud vystartovala ke svému úspěchu do celého světa.

## Hlavní postavy
| Role                                                                                         | Hlasový rozsah             | Jméno herce během premiéry, 30. prosince 1905 (Dirigent: Franz Lehár) |
| -------------------------------------------------------------------------------------------- | -------------------------- | --------------------------------------------------------------------- |
| Hanna Glawari, Veselá vdova                                                                  | soprán                     | Mizzi Günther                                                         |
| Hrabě Danilo Danilovič (Danilowitsch), první tajemník velvyslanectví a Hannin bývalý milenec | tenor nebo lyrický baryton | Louis Treumann                                                        |
| Baron Mirko Zeta, velvyslanec                                                                | baryton                    | Siegmund Natzler                                                      |
| Valenciennes, baronka, manželka barona Zety                                                  | soprán                     | Annie Wünsch                                                          |
| Camille, hrabě de Rosillon, francouzský atašé a barončin obdivovatel                         | tenor                      | Karl Meister                                                          |
| Njeguš (Njegus), sekretář velvyslanectví                                                     | hlavně činoherní role      | Oskar Sachs                                                           |
| Kromow, člen vojenské rady Pontevedra                                                        | baryton                    | Heinrich Pirlo                                                        |
| Bogdanovič (Bogdanowitsch), vojenský atašé Pontevedra                                        | baryton                    | Fritz Albin                                                           |
| Sylvia, Bogdanovičova žena                                                                   | soprán                     | Bertha Ziegler                                                        |
| Raoul de Saint-Brioche, francouzský diplomat                                                 | baryton                    | Carlo Böhm                                                            |
| Vicomte Cascada, diplomat                                                                    | baryton                    | Leo von Keller                                                        |
| Olga, Kromowova manželka                                                                     | mezzosoprán                |                                                                       |

## Obsah

### První dějství
Velvyslanec Mirko Zeta z malého knížectví Pontevedra dostane pokyny od vlády, že musí zařídit, aby se bohatá vdova Hanna Glawari provdala za občana Pontevedra. Peníze by tak zůstaly ve stejné zemi. Touto úlohou pověří aristokrata Danilo Daniloviče, netuše, že toho váže k Hanně stará láska. Danilo se však cíti uražen kvůli minulosti a navíc nechce, aby byl považován za lovce majetku, proto se pro začátek spokojí s tím, že od Hanny odhání ženichy.

### Druhé dějství
Hana uspořádá ve svém pařížském zámku večírek. Miluje Danila, ten se však svoji lásku snaží skrývat. Současně sa odvíjí příběh lásky mezi velvyslancovou ženou Valencienne a Camillem de Rosillon, kteří se skryjí v zahradním pavilonu. Aby je velvyslanec neodhalil, v poslední chvíli se Valencienne v pavilonu vymění s Hannou. Danilo uvěří, že v pavilonu flirtovala Hanna, a cíti se dotčen, proto raději z večírku odejde.

### Třetí dějství
Danilo chce jít zapít žal do pařížského kabaretu Maxim, ale kabaret je zavřený. Hanna totiž schválně pozvala pařížské tanečnice do svého domu. Danilo se vrací na večírek, kde mu Hanna vysvětlí, co se skutečně stalo. Současně rozhlásí, že podle závěti svoje miliony ztratí, když se vdá. Danilo má, na rozdíl od ostatních nápadníků, o Hannu stále zájem a požádá ji o ruku. Hanna nabídku přijme a dokončí myšlenku, že ona sice miliony ztratí, ale jen proto, že ty miliony budou přepsány na jejího nového manžela.

## Skladby
Nejznámější skladby jsou vyznačeny tučně.
- „Verehrteste Damen und Herren“ – vstup
- „Se kommen Sie“ – duet (Valenciennes, Cascada)
- „Bitte, meine Herren“ – vstup Hany
- „O Vaterland“ – vstup Danila
- „Ja was – ein trautes Zimmerlein“ – duet (Valenciennes, Camille)
- „Es lebt eine Vilja“ (píseň o Vilje) – (Hana)
- „Heia, Mädel, aufgeschaut“ – Dummer, Dummer Reitersmann - duet (Hanna, Danilo)
- „Ja, das Studium der Weiber ist schwer“ – septet (Danilo, Zeta, St. Brioche, Cascada, Kromow, Bogdanovič, Njeguše)
- „Wie eine Rosenknospe – Sieh, dort das kleinen Pavillon“ – duet (Valenciennes, Camille)
- „Ja, wir sind es, die Grisetten“ – chanson
- „Lippen schweigen“ – duet (Hanna, Danilo)

Opereta obsahuje i finále v každém z dějství, intermezzo a taneční scénu v 3. dějství

## Nahrávky
1994 Bryn Terfel (baron Mirko Zeta), Cheryl Studer (Hanna Glawari), Boje Skovhus (hrabě Danilo), Barbara Bonney (Valencienne), Rainer Trost (Camille de Rosillon), Karl Magnus Fredrikson (vikomt Cascada), Uwe Peper (Raoul de Saint-Brioche), Heinz Zednik (Njegus), Monteverdi Choir, Vídeňská filharmonie, John Eliot Gardiner CD 439 911-2

1982 Benno Kusche (baron Mirko Zeta), Edda Moser (Hanna Glawari), Helen Donath (Valencienne), Siegfried Jerusalem (Camille de Rosillon), Norbert Orth (vikomt Cascada), Friedrich Lenz (Raoul de Saint-Brioche), Horst Sachtleben (Njegus), Münchner Rundfunkorchester, Theo Wiedebusch 

1973 Zoltan Kélémen (baron Mirko Zeta), Elizabeth Harwood (Hanna Glawari), Teresa Stratas (Valencienne), Werner Hollweg (Camille de Rosillon), René Kollo (hrabě Danilo), Werner Krenn (Raoul de St. Brioche), Donald Grobe (vikomt Cascada), sbor Německé opery v Berlíně, Berlínská filharmonie, Herbert von Karajan, Deutsche Grammophon 415 524-2

1968 Benno Kusche (baron Mirko Zeta), Ingeborg Hallstein (Hanna Glawari), Lucia Popp (Valencienne), Heinz Hoppe (Camille de Rossilon), Peter Alexander (hrabě Danilo), Großes Operetten-Orchester, Franz Marszalek, Polydor 249 280